# Митрофаненков, Иван Осипович
Иван Осипович (Иосифович) Митрофаненков (1913—1944) — Гвардии лейтенант Рабоче-крестьянской Красной Армии, участник Великой Отечественной войны, Герой Советского Союза (1944).

## Биография
Иван Митрофаненков родился 31 октября 1913 года в деревне Лядцо (ныне — Ельнинский район Смоленской области). После окончания школы проживал и работал в Москве. Окончил рабфак и Московский машиностроительный институт, после чего работал в одном из научно-исследовательских институтов. В июле 1941 года Митрофаненков добровольно пошёл на службу в Рабоче-крестьянскую Красную Армию. С 1942 года — на фронтах Великой Отечественной войны. В боях шесть раз был ранен.
К лету 1944 года гвардии лейтенант Иван Митрофаненков был заместителем командира моторизованного батальона автоматчиков 56-й гвардейской танковой бригады 7-го гвардейского танкового корпуса 3-й гвардейской танковой армии 1-го Украинского фронта. Отличился во время Львовско-Сандомирской операции. Находясь в составе танкового десанта, батальон Митрофаненкова нанеся противнику большие потери во время рейдов по его тылам. Когда выбыл из строя командир батальона, Митрофаненков заменил его собой и успешно руководил подразделением. 23 августа 1944 года Митрофаненков пропал без вести в боях на Висле.
Указом Президиума Верховного Совета СССР от 23 сентября 1944 года за «образцовое выполнение заданий командования, личную смелость и инициативу в боях с немецкими захватчиками» гвардии лейтенант Иван Митрофаненков посмертно был удостоен высокого звания Героя Советского Союза. Также был награждён орденами Ленина, Красного Знамени, Отечественной войны 1-й степени и Красной Звезды.
В честь Митрофаненкова названа улица в Ельне.